# مایکل ویر
مایکل ویر (انگلیسی: Michael Ware؛ زادهٔ ۲۵ مارس ۱۹۶۹) کارگردان فیلم‌های مستند نشنال جئوگرافیک و خبرنگار و روزنامه‌نگاری استرالیایی ست که سابقاً با سی‌ان‌ان همکاری می‌کرد و برای سالهای متمادی در دفتر خودش در بغداد مستقر بود. او ۱۱ سال را در جنگ گذرانده‌است. وی پس از ۵ سال همکاری با تایم در مه ۲۰۰۶ به CNN ملحق شد. آخرین اجرای زنده او برای شبکه در دسامبر ۲۰۰۹ بود.
او یکی از اندک‌شمار گزارشگران اصلی بود که از پیش از تهاجم به عراق در سال ۲۰۰۳ به‌طور مستمر در آنجا زندگی کرد و به خاطر تمایلش به برقراری ارتباط نزدیک با پیشمرگه‌های کردستان و شورشی‌های عراقی مورد تحسین قرار گرفت. او در خشونت‌های مخالفان در حال رشد نیروهای ائتلاف غربی که در اوائل ۲۰۰۳ رخ داد گزارش تهیه کرد، و ارتباطهایش برای او ویدئوهایی را از حملات به نیروهای ائتلاف رقم زد شامل قتل چهار پیمانکار سرویس امنیتی بلک‌واتر. او در نیروهای نظامی بریتانیا و آمریکا در موقعیت‌های متعددی به عنوان خبرنگار جاسازی‌شده بوده‌است (خبرنگاری که همراه نیروی نظامی وارد میدان شده و از نزدیک گزارش می‌گیرد که در برخی کشورها چون آمریکا در مواردی محدودیت‌هایی برای این خبرنگاران هست) همچنین در بسیاری از گزارش‌های وی برای شرح وضعیت عراق تمرکزش روی نیروهای ائتلاف بوده‌است.
از ۲۰۱۵ او روی کتابی دربارهٔ جنگ عراق کار کرد به عنوان «بین من و مرگ». عنوان کتاب از مصاحبه‌ای می‌آید که او با یک دوست در نیروهای دریایی آمریکا داشت، وقتی پرسیده شد که با غیرنظامیانی که از او دربارهٔ تعداد مردمی که کشته‌است سؤال می‌پرسند چه پاسخی می‌دهد او گفت: «همان چیزی که بین من و مرگ است».